# Współrzędne współporuszające się
Współrzędne współporuszające się (ang. comoving coordinates) – pojęcie wprowadzone dla uproszczenia rozważań nad kształtem Wszechświata. Drugim pojęciem kluczowym dla zagadnienia jest czynnik skali.
Przyjmuje się, że we współrzędnych współporuszających się Wszechświat jest (pomijając ruchy własne) statyczny. Dzięki temu można skoncentrować się na kształcie przestrzeni (lub, mówiąc bardziej formalnie, na hiperpowierzchni przestrzennej, przy stałym czasie kosmicznym). Wybór takiego układu odniesienia często ułatwia obliczenia, może również pomóc lepiej poznać i zrozumieć niektóre zjawiska. Aby przejść ponownie do rozważań nad rozszerzającym się Wszechświatem, wystarczy pamiętać o czynniku skali.
Niektórzy autorzy używają symbolu χ dla współrzędnych współporuszających się.

## Pojęcia pokrewne
Posługując się pojęciem współrzędnych współporuszających się można zdefiniować czas kosmiczny. W uproszczeniu, dla obserwatora (tak zwanego obserwatora fundamentalnego) znajdującego się w ustalonym punkcie określonym przez współrzędne współporuszające się, jest on taki sam jak czas mierzony lokalnie.
Odległość współporuszająca się jest zatem dystansem jaki dzieli dwa punkty położone w układzie współrzędnych współporuszających się, przy takim samym czasie kosmicznym, mierzonym w obu tych punktach.

## Znaczenie odległości współporuszającej się
Odległości współporuszające się, podobnie jak czas kosmiczny, stanowią część składową modelu Wielkiego Wybuchu.
Czas kosmiczny i czas mierzony lokalnie przez obserwatora fundamentalnego są takie same. Jednak odległość współporuszająca się nie jest tożsama z odległością (rozumianą jako różnica położeń) przebytą przez cząstkę poruszającą się wolniej niż światło w próżni.
Wynika to z tego, że w rzeczywistości Wszechświat nie jest statyczny. W czasie kiedy cząstka będzie się przemieszczać, Wszechświat zmieni swoje rozmiary, więc cząstka przebędzie odpowiednio dłuższą (w przypadku rozszerzania się Wszechświata) lub krótszą (w przypadku kurczenia się Wszechświata) drogę, niż wynosi odległość współporuszająca się pomiędzy punktem, gdzie cząstka rozpoczęła podróż, a punktem, gdzie ją zakończyła, o ile poruszać się będzie po najkrótszej drodze (linii geodezyjnej), łączącej te dwa punkty w danej geometrii przestrzeni.
Jeżeli podzieli się odległość współporuszającą się przez obecny czas kosmiczny (wiek Wszechświata) i wynik tego działania nazwie się „prędkością”, wówczas z łatwością można otrzymać prędkości galaktyk położonych w pobliżu lub za horyzontem cząstek, które będą większe od prędkości światła w próżni. Na tej podstawie można by powiedzieć, że Wszechświat rozszerza się szybciej, niż prędkość światła w próżni, takie stwierdzenie będzie paradoksem, jeśli nie zdefiniuje się poprawnie prędkości. Zatem należałoby powiedzieć:
galaktyka w pobliżu lub za horyzontem cząstek może mieć prędkość względem obserwatora, zdefiniowaną jako iloraz odległości współporuszającej się i czasu kosmicznego mierzonego przez obserwatora, większą niż prędkość światła w próżni
Jednak zanim zacznie się szukać na niebie galaktyk o prędkościach ucieczki większych od prędkości światła w próżni, musi się wziąć najpierw pod uwagę to, że:
- Galaktyka, widziana przez obserwatora w pobliżu horyzontu cząstek (zakładając, że problemy obserwacyjne da się pokonać), w momencie gdy wyemitowała światło, była jeszcze tak młoda, że istniała w tym czasie dopiero jako nieco bardziej gęsty od innych obszar w niemal jednorodnym „bulionie” materii i promieniowania.
- Galaktyki położone poza horyzontem można będzie obserwować dopiero w przyszłości.
- Jeśli odległość do galaktyki będzie się rozumieć jako odległość przebytą przez foton od galaktyki do obserwatora, wówczas dzieląc ją przez wiek Wszechświata otrzyma się prędkość mniejszą od prędkości światła w próżni. Tej definicji nie można stosować w stosunku do galaktyki położonej poza horyzontem.

## Inne odległości używane w kosmologii
- light-travel distance – prędkość światła w próżni pomnożona przez czas kosmiczny {\displaystyle \int c\;{\text{d}}t,}
- odległość współporuszająca się {\displaystyle d_{proper}} wynosi {\displaystyle \int {\frac {c}{a(t)}}\;{\text{d}}t,}
- {\displaystyle d_{L}} – odległość jasnościowa,
- {\displaystyle d_{pm}} – odległość ruchu własnego (czasami także jest używane określenie odległości współrzędnościowej),
- {\displaystyle d_{a}} – odległość kątowa.

Trzy ostatnie odległości połączone są prostym związkiem:
{\displaystyle d_{a}=d_{pm}/(1+z)=d_{L}/(1+z)^{2},}
gdzie z jest mierzonym przesunięciem ku czerwieni.
Tylko wtedy, gdy krzywizna Wszechświata k=0, spełniony jest związek:
{\displaystyle d_{pm}} = {\displaystyle d_{proper}} = odległość współporuszająca się.
Gdy przestrzeń we Wszechświecie ma krzywiznę:
- dodatnią

{\displaystyle d_{pm}=R_{C}\sin \left({\frac {d_{proper}}{R_{C}}}\right),}
- ujemną

{\displaystyle d_{pm}=R_{C}\sinh \left({\frac {d_{proper}}{R_{C}}}\right),}
gdzie:
{\displaystyle R_{C}={\frac {c}{H_{0}}}\left(|\Omega _{m}+\Omega _{\Lambda }-1|\right)^{-1/2}} – promień krzywizny,
{\displaystyle d_{proper}} – odległość współporuszająca się.
Praktyczna zależność {\displaystyle d_{proper}} od redshift {\displaystyle z}
{\displaystyle d_{proper}(z)={\frac {c}{H_{0}}}\int \limits _{a'=1/(1+z)}^{a'=1}{\frac {{\text{d}}a}{a{\sqrt {\Omega _{m}/a-(\Omega _{m}+\Omega _{\Lambda }-1)+\Omega _{\Lambda }a^{-(1+3w)}}}}}}
i wtedy ma też {\displaystyle d_{pm}.}

## Odległości radialna i tangencjalna
Inaczej mówiąc, {\displaystyle d_{proper}} jest to radialna odległość współporuszająca się, a {\displaystyle d_{pm}} jest to tangencjalna odległość współporuszająca się dla kąta jednego radiana.

## Odległości użyteczne w małych skalach
W małych, czyli rzędu rozmiaru galaktyki lub gromady galaktyk skalach przestrzennych i czasowych, można traktować Wszechświat tak, jakby był statyczny, wtedy odległość przebyta przez cząstkę będzie równa przebytej przez nią odległości współporuszającej się pomnożonej przez czynnik skali w danym czasie kosmicznym.